# Ilídio Pinto Leandro
Ilídio Pinto Leandro (Pindelo dos Milagres, São Pedro do Sul, 14 de dezembro de 1950 — Viseu, 21 de fevereiro de 2020) foi um Bispo católico português, tendo sido Bispo de Viseu de 2006 a 2018, quando renunciou ao governo da Diocese por motivos de saúde.

## Biografia
Foi ordenado presbítero a 25 de dezembro de 1973 e desempenhou as funções de prefeito no Seminário de S. José entre 1974 e 1975.
Em 1992 obtém a licenciatura em Teologia Moral pela Academia Alfonsiana de Roma, data a partir da qual se torna responsável pelo Departamento da Pastoral Universitária e do Ensino Superior (PESV) (entre 1992 e 1998), professor de Teologia Moral e Director Espiritual no Seminário Maior de Viseu e professor de Teologia Moral no Curso de Ciências Religiosas.
Foi capelão do Centro Regional das Beiras da Universidade Católica Portuguesa, de 1993 a 1998, presidente do Secretariado da Pastoral Juvenil de 1994 a 1998 e Assistente Diocesano do Instituto Caritas Christi de 1996 a 1999.
Foi nomeado Pároco de Canas de Senhorim de 1998 a 2005 e foi Presidente do Departamento Nacional da Pastoral Juvenil de 1999 a 2000.
A 10 de junho de 2006 é nomeado Bispo de Viseu pelo Papa Bento XVI e foi ordenado a 23 de julho de 2006 por D. António Marto, D. Jorge Ortiga e D. Manuel Felício.
Renunciou, voluntariamente, ao cargo de Bispo de Viseu em 2018, passando a deter o título de Bispo Emérito de Viseu.
Recebeu em 2018 o Viriato de Ouro, a mais elevada e rara distinção do município de Viseu.
Morreu no dia 21 de fevereiro de 2020, aos 69 anos, no Hospital de S. Teotónio, em Viseu, onde se encontrava internado.